# Брудкі (Любуське воєводство)
Брудкі (пол. Bródki, нім. Klein Blumberg) — село в Польщі, у гміні Червенськ Зеленогурського повіту Любуського воєводства.
Населення — 118 осіб (2011).
У 1975-1998 роках село належало до Зеленогурського воєводства.

## Демографія
Демографічна структура станом на 31 березня 2011 року:
|          | Загалом | Допрацездатний вік | Працездатний вік | Постпрацездатний вік |
| -------- | ------- | ------------------ | ---------------- | -------------------- |
| Чоловіки | 63      | 14                 | 43               | 6                    |
| Жінки    | 55      | 5                  | 29               | 21                   |
| Разом    | 118     | 19                 | 72               | 27                   |